# TSV Unterhaching
TSV Unterhaching 1910 e.V. športski je klub iz Bavarske. 

## Športske sekcije
Klub je poznat po svojoj odbojkaškoj momčadi, koja pod imenom Generali Haching igra u njemačkoj saveznoj ligi. U okviru kluba zastupljeni su još: aikido, bejzbol, košarka, planinarenje, tjelovježba, ženska gimnastika, škola skijanja, kardiovaskularne vježbe, rukomet, džudo, rekreacijsko trčanje, atletika, šport za starije, natjecateljski ples, tenis, stolni tenis i športska gimnastika.

## Vanjske poveznice
- Službena stranica